# Zenonas Petrauskas
Zenonas Petrauskas (* 22. Juni 1950 in Čekiškė, Rajongemeinde Kaunas, Sowjetunion; † 18. Januar 2009 in Vilnius, Litauen) war ein litauischer Jurist, Völkerrechtler und Politiker, Vizeminister, von 2004 bis 2006 stellvertretender Außenminister Litauens.

## Leben
Nach dem Abitur an der Mittelschule in Ariogala (Rajongemeinde Raseiniai) absolvierte Zenonas Petrauskas bis 1975 Rechtswissenschaften an der juristischen Fakultät der Universität Vilnius und wurde 1982 am Institut für Philosophie, Soziologie und Recht der Akademie der Wissenschaften promoviert. 1991 bildete er sich weiter am Institut für Ostrecht der Universität zu Köln, 1994 am Institut für Politikwissenschaften der Universität Umeå (Schweden), 1995 an der Universität Aarhus (Dänemark) und 1997 an der Universität Brüssel (Belgien).
Von 1991 bis September 2005 war er Leiter des Lehrstuhls für Völkerrecht und EU-Recht der Rechtsfakultät der Universität Vilnius. Von 1995 bis 1996 war Rechtsexperte bei der OSZE-Mission in der Ukraine, ab 1998  OSZE-Schiedsgericht-Schlichter, von 1999  bis 2001 Rechtsberater der OSZE-Mission im Kosovo. Von 2004 bis 2006 war er  stellvertretender Außenminister Litauens, Stellvertreter des Ministers Antanas Valionis in der litauischen Regierung von Algirdas Brazauskas (Kabinett Brazauskas II).
Zenonas Petrauskas war Autor von Monographien über Diplomaten- und Konsularrecht.
Zenonas Petrauskas war verheiratet und hatte eine Tochter.

## Bibliographie
- Diplomatisches Recht // Zenonas Petrauskas, Dainius Žalimas, Skirgailė Žaltauskaitė-Žalimienė. Diplomatinė teisė. Teisinės informacijos centras, 2003, ISBN 9955-557-15-X.
- Konsularrecht // Zenonas Petrauskas. Konsulinė teisė. Teisinės informacijos centras, 2007, ISBN 9789955300052.